# Tamara Wolf
Tamara Wolf (ur. 3 listopada 1985 w Celerina/Schlarigna) – szwajcarska narciarka alpejska, złota medalistka mistrzostw świata juniorów.

## Kariera
Pierwszy raz na arenie międzynarodowej Tamara Wolf pojawiła się 20 grudnia 2000 roku w Livigno, gdzie w zawodach FIS Race w gigancie nie ukończyła pierwszego przejazdu. W 2003 roku wystartowała na mistrzostwach świata juniorów w Briançonnais, zdobywając złoty medal w zjeździe. W zawodach tych wyprzedziła bezpośrednio dwie reprezentantki USA Lindsey Kildow oraz Julię Mancuso. Na tej samej imprezie była też siedemnasta w gigancie oraz dziewiętnasta w supergigancie.
W zawodach Pucharu Świata zadebiutowała 12 marca 2003 roku w Lillehammer, zajmując dziewiętnaste miejsce w zjeździe. Tym samym już w swoim debiucie zdobyła pierwsze pucharowe punkty. Nigdy nie stanęła na podium zawodów tego cyklu, najwyższą lokatę uzyskała 13 stycznia 2007 roku w Altenmarkt, gdzie zjazd ukończyła na ósmej pozycji. W klasyfikacji generalnej sezonu 2006/2007 zajęła ostatecznie 73. miejsce. W 2007 roku wystartowała w superkombinacji na mistrzostwach świata w Åre, kończąc rywalizację na 26. pozycji. Był to jej jedyny start na międzynarodowej imprezie tej rangi. Nie brała udziału w igrzyskach olimpijskich. W 2009 roku zwyciężyła w zjeździe i supergigancie podczas uniwersjady w Harbinie. W 2011 roku zakończyła karierę.

## Osiągnięcia

### Mistrzostwa świata
| Miejsce | Dzień    | Rok  | Miejscowość | Konkurencja     | Czas biegu  | Strata  | Zwyciężczyni |
| ------- | -------- | ---- | ----------- | --------------- | ----------- | ------- | ------------ |
| 26.     | 9 lutego | 2007 | Åre         | Superkombinacja | 1:57,69 min | +8,68 s | Anja Pärson  |

### Mistrzostwa świata juniorów
| Miejsce | Dzień   | Rok  | Miejscowość  | Konkurencja | Czas biegu  | Strata  | Zwyciężczyni            |
| ------- | ------- | ---- | ------------ | ----------- | ----------- | ------- | ----------------------- |
| 1.      | 4 marca | 2003 | Briançonnais | Zjazd       | 1:12,23 min | -       | -                       |
| 19.     | 5 marca | 2003 | Briançonnais | Supergigant | 1:20,02 min | +2,56 s | Julia Mancuso           |
| DNF2    | 7 marca | 2003 | Briançonnais | Slalom      | 1:38,53 min | -       | Michaela Kirchgasser    |
| 17.     | 8 marca | 2003 | Briançonnais | Gigant      | 2:05,70 min | +3,06 s | Jessica Lindell-Vikarby |

### Puchar Świata

#### Miejsca w klasyfikacji generalnej
- sezon 2006/2007: 73.

#### Miejsca na podium
Wolf nigdy nie stanęła na podium zawodów PŚ.